# Куколь (селище при залізничній станції)
Куколь (рос. Куколь) — селище залізничної станції  у Волховському районі Ленінградської області Російської Федерації.
Населення становить 18 осіб. Належить до муніципального утворення Усадищенське сільське поселення.

## Історія
Згідно із законом № 56-оз від 6 вересня 2004 року належить до муніципального утворення Усадищенське сільське поселення.

## Населення
| 1997 | 2007 | 2010 | 2017 |
| ---- | ---- | ---- | ---- |
| 17   | ↗20  | ↘17  | ↗18  |